# Província de Suō
Suō era também o nome japonês de Suao, Taiwan.
Suō (周防国, Suō no kuni) foi uma antiga província do Japão na área que hoje corresponde ao leste da prefeitura de Yamaguchi. Suō fazia fornteira com as províncias de Aki, Iwami e Nagato.

Mapa das províncias japonesas (1868) com a província de Suō em destaque

A antiga capital ficava em Hōfu. Suō foi governada durante a maior parte do Período Muromachi pelo clã  Ōuchi, que construiu um castelo em Yamaguchi. No Período Sengoku, foi conquistada pelo Clã Mōri, e por este remotamente dominada durante boa parte do Período Edo.